# Klein Bestener See
Der Klein Bestener See ist ein etwa 17,8 Hektar großes Gewässer in Bestensee im Landkreis Dahme-Spreewald in Brandenburg. Er liegt südwestlich des Gemeindezentrums im bewohnten Gemeindeteil Klein Besten. Nördlich führt die Bundesstraße 248 von Westen kommend in östlicher Richtung am See vorbei. Der vorwiegend grundwassergespeiste See besitzt an seinem westlichen Ufer einen Zufluss, den Buschwiesengraben. Dieser Meliorationsgraben entwässert die südwestlich gelegenen Flächen Bestensees. Im Nordosten befindet sich ein Abfluss zum nördlich gelegenen Seechen. Der Klein Bestener See wird für den Angelsport genutzt. Dort wurden Hechte, Karpfen, Rotaugen und Rotfedern nachgewiesen.